# Elisa Oyj
Elisa Oyj (Elisa) è una compagnia telefonica finlandese fondata nel 1882 e che conta circa 5.000 dipendenti. Il fatturato nel 2005 era di circa 1,34 miliardi di €. La divisione di telefonia mobile di Elisa opera in collaborazione con Vodafone e contava 1,31 milioni di utenze di telefonia fissa, di cui 420.500 a banda larga, e 2 milioni di contratti di telefonia mobile in Finlandia. La compagnia ha anche una consociata che opera in Estonia nello stesso campo.

## Storia
La compagnia fu fondata il 6 giugno 1882 con il nome di Helsingin puhelinyhdistys (HPY) (Società Telefonica di Helsinki), e connetteva 56 utenti. Nel 1884 il numero delle chiamate annue superava il milione, nel 1922 la società introdusse ad Helsinki, la selezione automatica, facendone la prima città al mondo con la rete telefonica completamente automatizzata, senza centralini operati dall'uomo. L'espansione della società al di fuori della capitale iniziò negli anni trenta con l'acquisizione di piccoli società telefoniche. La rete della compagnia raggiunse l'attuale estensione geografica nel 1958. Nel 1988 fu fondata la branca per la telefonia mobile Radiolinja che nel 1991 effettuò la prima chiamata con tecnologia GSM al mondo.
Nel 1997 la HPY venne quotata alla borsa di Helsinki.
Il 1º luglio 2000 la società cambiò il proprio nome in Elisa.